# Cartuja de Ara Christi
La cartuja de Aracristi es un monasterio cartujo de España fundado en 1272 perteneciente al municipio de El Puig, cerca de la sierra Calderona, en la Comunidad Valenciana.

## Historia
La historia de Aracristi empieza el 2 de noviembre de 1582 cuando Elena Roig, viuda del caballero valenciano Gaspar Artés, delante del notario Jaume Cristòfol Ferrer y de los presbíteros de Valencia, Pere Marco, Marc Didago y Maties Rene, manifiesta encontrarse indispuesta, pero con buen talante y palabra y, al mismo tiempo que revoca y anula todos los testamentos, codicilos y otras últimas voluntades hechas antes, redacta su último testamento según su deseo, testamento que es la causa de la construcción de la nueva cartuja.
De treinta cláusulas que en total tenía el testamento, destacan por su futura trascendencia la segunda y la decimoquinta. Estas hacen referencia en el lugar elegido para su sepultura (junto a la de su hermano) a la cartuja de Valldecrist, además lega al mencionado cenobio la alquería situada cerca del Puig, renombrada de mosén Roig, que incluye todas las tierras y un molino harinero, además de las pertenencias que allí se encuentran.
Elena Roig, hija de Tomàs Roig y hermana de Cristòfol y Joaquim Roig, formaba parte de una familia acomodada de la ciudad de Valencia. Seguramente cuando hace el testamento sus parientes directos (padres, hermanos y esposo con quien no había tenido descendencia) ya habían muerto, acumulando Elena todos sus bienes. Esta, viendo que su fallecimiento estaba próximo, pensó dejar su gran herencia al resto de familia, personal de servicio, religiosos, parroquias, conventos, etc., todo expuesto minuciosamente a las cláusulas del testamento. De todas maneras, la donación de la Alquería a la cartuja de Altura es la particularidad que más destaca, así como las condiciones impuestas por la testadora y el orden de prioridades a la hora de heredar la hacienda en caso de renuncia de los cartujos.
Todo indica que Elena Roig tenía una vinculación especial con estos monjes, supuestamente por influencia de su hermano Cristòfol, que era inquisidor apostólico en Zaragoza y chantre de la Catedral de Valencia. Pero la heredad nunca pasó a los frailes citados, debido a que el 19 de agosto de 1584, hizo un codicilo al testamento ante el notario de Valencia Joan Miquel, que afectaba a estas dos cláusulas:

Primerament revoque la clàusula o clàusules que en lo testament que yo tinch fet e rebut per Jaume Cristòfol Ferrer, notari de València, té en son poder, dich la clàusula del llegat que de la mia alqueria feya al convent de Valldechrist, axí de dita alqueria com de soterrament que està en dit testament. És ma voluntat que sobri dit llegat de la alqueria, que direm per nom Nostra Señora de Arachristi, sia fundada casa de cartuxos per a que allí sia fundat monestir que se alabe lo nom de Nostre Señor Déu per a tots los temps. Més és ma voluntat que los pares que la fundara dita casa de Nostra Señora de Arachristi no sien subiectes a ningun convent de dita cartoxa. Més és ma voluntat que dita alqueria la poseheixquen en tots aquells càrrechs que la dexava en lo meu testament ya dit, rebut per Jaume Christòfol Ferrer, com per lo més llargament se dirà. Més és ma voluntat que si al temps de la mia mort esta casa no estara en lo aparell ques pogués fer, fos portat lo meu cos y acomanat en Sant Agostí, en la mia capellade sant Pere, fins que en dit monestir de Nostra Señora de Arachristi se puga portar, lo qual supplique molt a mos marmesors que estan en dit testament, rebut per lo sobredit noatri, es donen tota la presa posible.

Supuestamente, esta dama de profunda religiosidad estaría relacionada estrechamente con algunos de los personajes que aparecen de manera frecuente en la documentación y bibliografía referidos a la fundación del Puig, contactos que influirían en los cambios cualitativos del testamento. Este círculo de amistades lo formarían el ermitaño Pere Muñoz, el franciscano Jaume Sanchis, el dominico fray Doménec Anadón o el jesuita Martí Alberro, entre otros, e influirían el ánimo de Cristòfol, su hermano, a la hora de sugerir en su último testamento la cesión de las propiedades a Valldecrist, y especialmente de Elena Roig, a la hora de respetar la posible idea del religioso y después cambiar de parecer.
Sobre todo fueron los consejos del jesuita y confesor de la testadora, expresados en forma de sueños, y también la persuasión de su amiga Isabel Joan Amigó (hermana del futuro prior de Ara Christi, fray Joaquim Amigó), los que trastrocaron el deseo original de Elena, partidaria después de hacer donación de estos bienes a una nueva fundación, Nuestra Señora de Ahora Christi. Del último codicilo citado arriba se desprende que aunque no entraría en vigor hasta después de su muerte (que finalmente ocurrió el 1 de abril de 1585), que la voluntad del legado ya era conocida por los monjes, cuando estos se encargan de solicitar a las autoridades las licencias para la fundación del nuevo monasterio.
Finalmente, el 7 de abril de 1585 fray Sanxo Anyó, fray Joaquim Amigó y fray Miquel de Vera (primer prior) toman posesión de la hacienda delante del notario de Valencia Joan Miquel. Este acto quedó refrendado por el capítulo General del Orden del mismo año y por el arzobispo Juan de Ribera el 20 de abril de 1586, un año después.
A partir de entonces empieza la vida del nuevo monasterio, no sin complicaciones ya que la falta de aportaciones económicas (que posibilitaran la estabilidad y el crecimiento del cenobio) y la precariedad de las instalaciones provocó un período largo de penurias para los monjes. Esta situación cambió con los rectorados de fray Pere Mateo (1600-1611) y sobre todo de fray Francesc Almenar (1615-1624). El primero recibió la considerable herencia del obispo de Urgell y antiguo cartujano Andreu Capilla, con que se adquieren las posesiones que los hermanos Lledó tenían frente a la fundación; y también las generosas donaciones del notario Marco Antoni Bernich, con las que se construyó una parte del claustro primitivo. El segundo acometió la planificación y construcción de un nuevo monasterio, siguiendo básicamente el trazado de la cartuja zaragozana de Auladei, lugar de donde venía Almenar.
A instancias de esta decisión se convocaron, entre 1619 y 1621, a los maestros de obra Francesc Català, fray Antoni Ortiz, Tomàs Panes, Valer Planes, mosén Guillem Roca, fray Pere Ruimonte y al arquitecto carmelitano Gaspar de Sanmartí, para que trazaran un nuevo monasterio. Después de las pertinentes deliberaciones, se iniciaron las obras, empezando por la iglesia el 6 de febrero de 1621. La primera piedra, sin embargo, se puso el 4 de marzo siguiente.
A partir de entonces y superando dificultades, fue completándose la fábrica poco a poco, llegando hasta avanzada la segunda mitad del siglo XVII. Esta obra se convirtió en una de las más singulares de la arquitectura religiosa valenciana en el ecuador de la centuria al asimilar un amplio repertorio constructivo e innovador programa ornamental, reflejo de los avances experimentados por las técnicas y usos edilicios del período.
La vida en la cartuja de Aracristi fue transcurriendo tranquilamente, con excepciones como la Guerra de Sucesión donde los cartujanos se alinearon al bando austracista, o la creación de la Congregación Nacional de las Cartujos Españoles, que suponía la separación de la obediencia a la Grande Chartreuse de Grenoble, hechos a que sucedieron durante el siglo XVIII.
El siglo siguiente empezó con la primera exclaustración, debido a la invasión francesa. La segunda exclaustración vino durante el gobierno del Trienio Liberal y la última y definitiva provocada por la desamortización de Mendizabal de 1835.
Desde el año 1999 se ha emprendido la recuperación de la cartuja por iniciativa privada de un grupo inversor - Grupo Ciudadela - que en colaboración con las autoridades locales ha llevado a cabo un profundo proceso de rehabilitación del monumento.

## Arquitectura
Durante los primeros años de vida de Aracristi la precariedad económica se debía a que la herencia de la fundadora no incluía ninguna renta para el mantenimiento del cenobio, y por tanto la actividad constructiva fue escasa, pero no nula. En el año 1588 se tiene constancia de trabajos a la iglesia por Joan Casaña. En 1608 se amplía el recinto con la compra de tierras a los hermanos Lledó y el 1611 empieza el alzamiento de tapias y la portería, así como la construcción de un claustro nuevo, participando en estas construcciones Francesc Años, Pere Conde, Pere Della, fray Antoni Ortiz, Tomàs Panes, Joan Salas o Francesc Sayas entre otros.
Sin embargo, el período más importante para Aracristi fue el de 1619-1621, tiempo en que se planifica ex profeso un nuevo monasterio, basado en el trazado de la cartuja de Auladei, , próxima a Zaragoza y construida entre 1564-1567 básicamente por la voluntad del prelado Hernando de Aragón.
Con el trazado de Sanmartí, después de que los planos del cartujano Ruimonte fueran reprobados, trasladado en una maqueta de madera por Joan Baptista Vergara, las obras ya no se pararán hasta la finalización completa de la cartuja hacia finales del s. XVII.
Del complejo monacal destacan por su valor arquitectónico y su trascendencia artística las siguientes dependencias:
- Portería: Después de recorrer un camino flanqueado de olivos, donde antes había cipreses, se llega a la portería. Se compone de un habitáculo de dos crujías con las correspondientes vueltas de arista, pertenecientes a distintos períodos. La primera (1724-1733) es obra del picapedrero Josep Montana y corresponde en la fachada y a la portada principal, pero el cuerpo siguiente es anterior (1611-1612) y está precedido por otra portalada, obra de Pere Conde, Antoni Ortiz y Tomàs Panes.

Su fachada se compone de un frontis de ladrillo visto, remate en la córneos con bolas de piedra de inspiración herreriana, además de un portal sin ornamentación de líneas muy austeras en sus dos cuerpos. Pasada esta puerta aparece una amplia bóveda de arista que anticipa la antigua portería, es una sobria y esbelta composición de piedra de raíz vignolesca rematada con bolas y un nicho en forma de concha que da paso a otra vuelta de arista más modesta.
Alrededor de la portería se organizan una serie de dependencias auxiliares distribuidas en una contrafachada de composición sencilla que da acceso a un patio espacioso, a partir del que se desarrolla el recinto eremíticocenobítico propiamente dicho.
De este patio destacan la celda prioral en la esquina derecha, el imponente refectorio a la izquierda y la iglesia en el eje central.
- Iglesia: Su fachada es muy severa y está rematada con pináculos. Tiene una portada acasetonada muy estilizada, con un remate de un nicho (que no parece original) y tres ventanas para la iluminación interior del templo. Se estructura en tres tramos: un crucero, rematado por una cúpula y la cabecera.

La nave central se cubre por cuatro bóvedas de crucería estrellada y dos simples, donde existen veinticuatro claves de madera doradas y policromadas (1625) por el escultor aragonés Juan Miguel Orliens, y que se superponen a las claves de piedra. Cada tramo de bóveda queda enmarcado por unas pilastras corintias coronadas por finas cartelas en el friso, sobras las que descansa un sencillo arquitrabe. Hoy ya no existen los coros de los conventuales y el altar mayor, pero se conservan la pigmentación original de los paramentos.
Como es habitual en los monasterios cartujanos, las seis capillas laterales están separadas de la iglesia, y están unidas simétricamente entre sí por la perforación de los robustos contrafuertes. De esta forma muestran un marcado estilo académico en su configuración.
Una espadaña austera de ladrillo, construido entre 1639 y 1640, se alza en la parte este del crucero.
Otro elemento destacable de la iglesia es su cúpula, siendo una de las primeras cúpulas extradosadas construidas en tierras hispánicas desde la de  El Escorial, , que el año 1631 ya estaba finalizada. Está sustentada por cuatro pechinas esculpidas con cuyos evangelistas superiores se sitúa el tambor, el intradós de la calota y la linterna, todo decorado con los esgrafiados policromadoss, los mejores y más antiguos que se han fechado en tierras valencianas (c. 1642).
En la cabecera y el transepto hay cuatro puertas que dan paso al trasaltar y a los dos claustrillos, respectivamente. Es en esta pieza capital de la cartuja donde paritciparon algunos de los artífices más calificados de la época, destacando Andreu Artic, Antoni Badenes, Marc Bonos, Francesc Català, Joan Claramunt, P.Boix, Bertomeu Fontanilla, Urbà Fos, Esteve Gramalles, R. Herrero del Real, Tomàs Mellado, fray Antoni Ortiz, Miquel Oviedo, Francesc Padilla, Tomàs Panes, Jaume Rebull, Doménec Redolat, mosén Guillem Roca, Joan B. Tormo, Antoni Torrera, Joan B. Vergara o Joan Vidal.
- Claustrillo de levante: Se accede por la puerta del lado del Evangelio. Está construido con piedra de Godella, como los otros claustros, siendo obra de Pere Azebedo y Antoni Miró. Se estructura en cuatro galerías que repiten la disposición clásica reinterpretada por Serlio de arcos entre dinteles, que vienen a confirmar el uso de una arquitectura austera y desornamentada en el monasterio. Sólo con la erección de las pilastras dóricas en los estribos de los arcos, así como la molduración de las dovelas , el arquitrabe, el friso y la cornisa le dan cierto contraste al mismo tiempo que una plasticidad externa. Alrededor de este espacio se organizan varias estancias:

- Capilla de los difuntos: Es un espacio pequeño (6,12 x 1,96 m) rematado por un cupulín cegado al exterior, ataviado de selectos esgrafiados y yeserías de tipo clásico y pigmentación bicolor a base de blanco y marrón.

- Capillas gemelas: Consagradas a la Virgen del Pilar y de San José, con unas dimensiones de 8,17 x 6,65 m cada una. La traza es de Martí de Orinda, participando en la construcción Marc Bonos, P. Foix y Joan B. Tormo entre otros. Estas dos capillas conservan bóvedas esquifadas resaltadas por fajas molduradas que en su intersección presentan bellas e imponentes veneras clásicas, además de un friso corrido y un arquitrabe ligeramente denticulado, descansando sobre pilastras dóricas acanaladas, repitiendo así la disposición de Serlio de arco entre dintel.

- Celda del prior: Se accede por el claustrillo de levante y por una calle emparrada que forma parte de la fachada principal, donde está situada una portada rematada por un escudo de heráldica borbónica en el anverso y un retrato en relieve de la fundadora en el reverso. Junto a la celda vecina, fue la primera que se construyó en la nueva planta (1630) por tanto tienen unas dimensiones bastante más grandes que las construidas después, a partir de 1633 y ya tomando como modelo las homónimas de Valldecrist. Se divide un dos plantas diáfanas, conectadas por una escalerilla interna, y muestran una decoración elegante y académica con tonalidades blanquiazules. Decoración debida, probablemente, a los mismos artífices de la renovación de las capillas laterales de la iglesia y del aula capitular.

De aquí y hacia el norte se llega al,
- Claustro Mayor: Este gran claustro sirvió de inspiración para los dos más pequeños de los laterales de la iglesia, y es obra de Tomàs Mellado y de su yerno Gaspar Sancho. Se han perdido parcialmente dos corredores, aspecto que no le ha restado importancia a su arquitectura al conservarse un alto porcentaje de la obra pétrea. Desde el 30 de marzo de 1640 se utilizó como cementerio.

- Celdas: Siguiendo el vértice nordoriental del claustro mayor encontramos dos de los escasos ejemplos de celdas originales. Hechas a partir de 1633, se inspiraron en las de la cartuja de Valldecrist, trazadas por Martí de Orinda y fray Gaspar de Sanmartí, con el visto bueno de fray Antoni Ortiz y la participación de Antoni Badenes, Pallarés, Pau, Jaume Rebull, Doménec Redolat, mosén Guillem Roca, Gaspar Sancho y Joan B. Vergara.

- Torre:: Pareja de otra idéntica que se levantaba en el ala nordoccidental y hoy desaparecida, esta torre tiene tres plantas que combinan cómodas escaleras de tres tramos a los pisos inferiores con una escalerilla de caracol que comunica con la azotea. Está hecha con la utilización de ladrillo visto en las esquinas que dibujan perfiles denticulados y con un enlucido central con tonalidades ocres. Se remata con una cornisa coronada por bolas y pirámides de gusto escurialense, en la línea de monumentos coetáneos como el Monasterio de Santa María del Puig, del Colegio del Corpus Christi o del monasterio de San Miguel de los Reyes de Valencia.

Siguiendo el recurrido del claustro se encuentra:
- Trasagrario: También conocido como trasaltar, se sitúa en la espalda de la capilla mayor de la iglesia y es independiente de este. Tiene 4,85 x 4,55 m sobre los que se alza un cúpula con pechinas, sin tambor y con linterna. Está totalmente decorada con esgrafiados bícromáticos de lenguaje renacentista que inciden en su marcado carácter eucarístico. Se sabe que en él trabajaron Rafael Mallorquí, Martí de Orinda, Pallarés, Jaume Rebull y Joan B. Tormo. Aquí es donde está enterrada la fundadora de la cartuja, Elena Roig, desde 1656.

- Sacristía: Ubicada en el lado de la habitación anterior, anexa a la cabecera de la iglesia por el lado de la Epístola, se puede acceder desde el claustro mayor o desde el claustro de poniente (a través de un vestíbulo). Es una construcción excepcionalmente espaciosa -8 x 17'55 m-, organizada en tres tramos cubiertos por bóvedas luminosas decoradas con motivos geométricos de regusto clásico y sustentadas por pilastras fasciculadas con entablamento discreto. Los autores fueron Antoni Badenes, Agustino Cuevas, Pere Joan Espasa, Vicent Gazo, Antoni Miró, fray Antoni Ortiz, Bernat Ribaulo, mosén Guillem Roca, Francesc Sayas, Joan B. Tormo y Guillem Vila. Al mismo tiempo la sacristía comunica con:

- Claustrillo de poniente: Éste es simétrico al de levante, con una disposición y dimensiones idénticas. Fue el último claustro en construirse e intervenieron Pere Do, Esteve Gramalles, Joan Guillem, Pere Leonart Esteve y Doménec Redolat. A partir de él se distribuyen otras dependencias cartujanas como:

- Locutorio: Es una construcción alargada (18,15 x 3922 m) que remata con una cúpula sobre pechinas sin tambor ni linterna. Un banco corrido recorre las paredes, se cubre con una bóveda de cañón y con cartelas flanqueando la cúpula. El testero de la sala es en cuarto de esfera sustentada en dos trompas aveneradas, y tiene una puerta de madera tallada en la entrada. A su lado se abre otra puerta de madera ricamente moldurada, que recuerda a las de la Casa Profesa de la Compañía de Valencia, y que da paso a:

- Capilla de Santa Ana: Es un espacio rectangular, de medida 7,48 x 6,70 m, cubierto con una cúpula rebajada sin tambor sobre pechinas. Toda la capilla, menos el zócalo (que antes estaba alicatado) y el altar de escayola policroma, está recubierta con esgrafiados, hechos en el 1674. Mediando pared con pared a esta capilla se encuentra la:

- Aula o sala capitular:es un gran espacio rectangular (21 x 8 m) de cuatro tramos cubiertos por una bóveda tabicada con lunetos, al que se accede por una puerta semejante a la de la capilla vecina. Presentaba un zócalo de cerámica, desaparecido, sobre el que arrancan pilastras corintias a base de placas que descansan sobre ménsulas. Dos fajas de esgrafiados, -una más ancha sobre el zócalo y otra más estrecha sobre el friso- y un arquitrabe destacado y denticulado proporcionan continuidad al espacio, que sólo se interrumpe en el altar del siglo XVIII. La cabecera del aula capitular se remata con columnas y pilastras corintias que la dividen en tres partes, donde hay tres nichos (dos laterales donde estarían los santos cartujanos, Bruno de Colonia y Hugo de Lincoln, y el central más grande y vacío, donde pudo estar la Inmaculada), y una poderoso dintel finamente trabajado sobre la qué aparece un tanto mutilada una representación escultórica de la Trinidad.

- Refectorio:en el corredor de poniente del claustrillo de poniente se ubica esta construcción, una de las más imponentes del conjunto. Fue edificado por un numeroso equipo de alarifes y tallistas, a las órdenes de Joan Guillem, Doménec Redolat y Gaspar Sancho. Estos construyeron un gran espacio (32 x 8,26 m) con seis tramos, una bóveda tabicada con lunetos, pilastras dóricas (con los netos decorados por motivos geométricos) sostenidas por medio de ménsulas, un friso con esgrafiados bícromos de 1678 y un arquitrabe denticulado que queda rematado por la testera de una Santa Cena de inspiración leonardiana. Todo ello enmarcado en un magnífico marco de madera, seguramente salido de las mismas manos que trabajaron las puertas que hemos mencionado antes.

El refectorio tiene acceso directo a la conrería primitiva o casa de abajo (terreno amplio por donde pasaba, hasta el 1611, el camino que conducía al Puig, y de la que han desaparecido la mayoría de edificios rurales necesarios para el sostenimiento de los monjes, al igual que el cenobio primitivo y la hospedería.

## Gestión del monumento
En la actualidad, la Cartuja de Ara Christi es propiedad de la empresa inmobiliaria Grupo Ciudadela. Esta empresa ha realizado numerosos esfuerzos a nivel económico para la protección de este monumento histórico. Se ha potenciado la Cartuja creando un complejo hostelero, deportivo y de ocio. Hoy en día, una empresa de hostelería catalana - Grupo Paradis - hace uso de las instalaciones para la celebración de distintos actos, además del hotel Casa del Prior.
En la zona deportiva, existe un campo de golf, campos de tenis de tierra batida, de cemento y piscina olímpica. También cuenta con una zona lúdica infantil y un restaurante especializado en la gastronomía valenciana bajo el mando de Jaime Plasencia.